# 陈学斌
陈学斌（1959年10月—）籍贯不详，中国人民解放军空军中将。

## 生平
陈学斌曾任中国人民解放军海军北海舰队航空兵某师政治部主任、政委。2009年，出任海军北海舰队政治部副主任。2010年7月，晋升为海军少将军衔。2012年7月，升任海军北海舰队副政委兼海军北海舰队航空兵政委（前任白文奇海军少将升任济南军区副政委兼北海舰队政委）。2015年12月，陈学斌升任海军纪委书记、海军党委常委。2017年7月31日，晋升为海军中将军衔。2018年1月，调任海军副政委兼政治工作部主任。2018年5月，改任空军副政委。